# البيضاء بنت عبد المطلب
البيضاء بنت عبد المطلب، وتكنّى بـ أم حكيم، عمة النبي محمد.

## أسرتها
- أبوها : عبد المطّلب بن هاشم بن عبد مناف بن قُصيّ بن كلاب جد النبي محمد .
- أمها : فاطمة بنت عمرو بن عائذ بن عِمران بن مَخْزُوم[1]
- أخوتها الأشقاء هم :

1. أبو طالب بن عبد المطلب (أبو طالب)
2. الزبير بن عبد المطلب
3. عبد الله بن عبد المطلب (والد النبي محمد ﷺ)
4. أميمة بنت عبد المطلب
5. عاتكة بنت عبد المطلب
6. برة بنت عبد المطلب
7. أروى بنت عبد المطلب

## زواجها
- تزوجت كريز بن ربيعة العبشمي ، وأنجبت منه :[2]

1. عامر والد الأمير عبد الله
2. أروى بنت كريز والدة عثمان بن عفان
3. طلحة
4. أمّ طلحة

## شعرها
من شعرها رثاؤها لوالدها عبد المطلب قائلة: